# アンディ・ガトマンズ

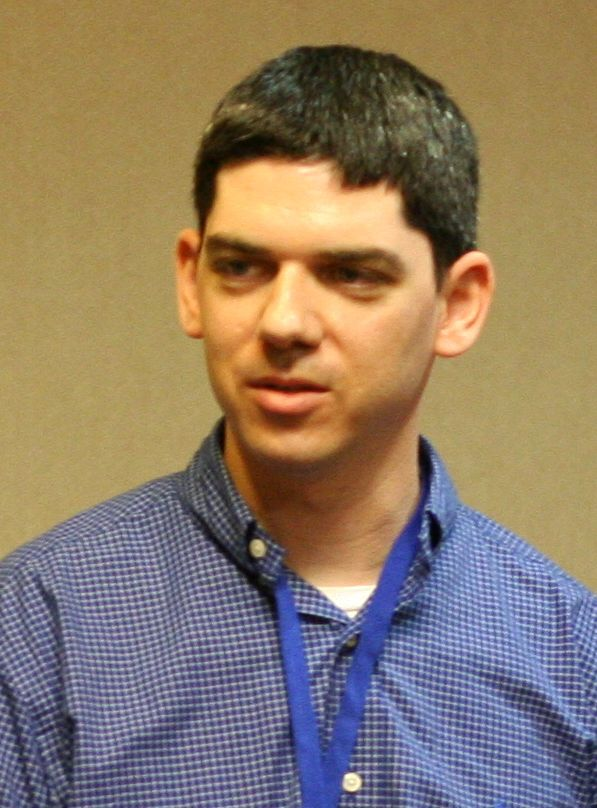
アンディ・ガトマンズ（2006年）

アンディ・ガトマンズ（英: Andi Gutmans、ヘブライ語: אנדי גוטמנס）はスイスにルーツを持つイスラエル人プログラマで、PHPの開発とゼンド・テクノロジーズの創業者の1人として知られている。ハイファにあるイスラエル工科大学出身で、1997年に友人のゼーブ・スラスキーと共にPHP 3を開発した。1999年、PHP 4の中核である Zend Engine を開発し、ゼンド・テクノロジーズを創業。その後PHPの発展に関与し続け、PHP 5開発にも参加している。なおZendという名称は、ガトマンズとスラスキーの名前（ZeevとAndi）を組み合わせたかばん語である。
現在はゼンド・テクノロジーズのCEOを務めている。2009年2月にCEOに就任するまでは、同社の研究開発部門のリーダーとして全製品の開発とオープンソースのZend FrameworkやPHP Development Toolsといったプロジェクトへの会社としての貢献を統括していた。ゼンドの資金調達にも力を発揮し、アドビ、IBM、マイクロソフト、オラクルなどとの提携関係確立にも寄与した。
Eclipse Foundation の役員を一時期務め（2005年10月参加 ）、Apacheソフトウェア財団の名誉会員である。1999年にはFSFフリーソフトウェア賞にノミネートされた。
2004年には、Stig Bakken、Derick Rethansと共に "PHP 5 Power Programming" という本を出版している。
2007年7月にはComputerWorld誌の“40 Under 40: 40 Innovative IT People to Watch, Under the Age of 40”（40歳以下の注目のIT関係者40人）という記事に取り上げられた。